# Дохерти, Джон (английский футболист)
Джон Пи́тер До́херти (англ. John Peter Doherty; 12 марта 1935 — 13 ноября 2007) — английский футболист, выступавший на позиции правого инсайда. В юности считался очень талантливым нападающим с «отличным футбольным интеллектом, элегантным касанием и мощным ударом», но из-за травм не смог реализовать свой потенциал и уже в 23 года завершил профессиональную карьеру футболиста. Был одним из «малышей Басби».

## Биография
Уроженец Стретфорда, Манчестер, Джон начал играть в футбол за школьные команды Манчестера и Ланкашира. В 1950 году перешёл в «Манчестер Юнайтед», подписав любительский контракт с клубом. В марте 1952 года (когда ему исполнилось 17 лет) Джон подписал профессиональный контракт. Его дебют в основном составе «Юнайтед» состоялся 6 декабря 1952 года в матче чемпионата против «Мидлсбро». В своём третьем матче в основном составе сделал «дубль» в ворота «Челси» на «Стэмфорд Бридж». Кроме выступлений в чемпионате Англии в сезоне 1952/53 Дохерти принимал активное участие в первом розыгрыше Молодёжного кубка Англии, но в ответной полуфинальной игре против «Брэдфорд Сити» он получил тяжёлую травму колена. После этого на замену Дохерти был куплен ирландец Лиам Уилан, сыгравший в победном финале Молодёжного кубка Англии против «Вулверхэмптона», пока Джон восстанавливался от травмы. Затем Дохерти был призван в Королевские ВВС, но в итоге он был признан непригодным к службе.
Восстановление от травмы заняло много времени: после 5 матчей в основном составе в сезоне 1952/53 до травмы он не играл до осени 1955 года. В сезоне 1955/56 Джон вернулся к матчам основного состава, сыграв 17 матчей и забив 4 мяча. По итогам того сезона «Манчестер Юнайтед» стал чемпионом Англии.
В дальнейшем из-за рецидивов хронической травмы колена и конкуренции со стороны Лиама Уилана Дохерти почти не появлялся в основном составе, сыграв только 3 матча в сезоне 1956/57. В начале сезона 1957/58 сыграл 1 матч, в котором отличился забитым мячом, но уже в октябре 1957 года был продан в «Лестер Сити» за 6500 фунтов. Начало его карьеры в «Лестере» казалось многообещающим; он удачно играл в атаке с другим экс-игроком «Манчестер Юнайтед» Джонни Моррисом. Однако уже через пару месяцев Дохерти вновь выбыл из строя из-за травмы колена. На момент мюнхенской катастрофы он находился в больнице для проведения операции на колене. Почти одновременно он узнал о гибели многих своих товарищей в Мюнхене, а также о том, что после операции он не сможет продолжать играть на профессиональном уровне.
Осенью 1958 года лондонский «Арсенал» предложил помощнику главного тренера «Манчестер Юнайтед» Мэтта Басби Джимми Мерфи пост главного тренера. Мерфи, рассматривая это предложение, связался с Джоном Дохерти и предложил ему должность своего ассистента в «Арсенале».  Однако в итоге Мерфи решил остаться в «Манчестер Юнайтед».
После периода реабилитации Дохерти подписал контракт с клубом «Рагби Таун» из Южной лиги, где стал играющим тренером. В дальнейшем также выступал или работал тренером в клубах «Олтрингем», «Хайд Юнайтед» и «Бангор Сити».
В 1960-е и 1970-е годы Дохерти работал в сфере финансов, в 1980-е годы был главным скаутом «Бернли», а затем работал в сфере страхования и спортивной рекламы. Также он стал одним из основателей Ассоциации бывших игроков «Манчестер Юнайтед» (Association of Former Manchester United Players), на протяжении многих лет был её председателем. Ассоциации собирала средства на благотворительные цели. В частности, Дохерти был одним из главных организаторов сбора средств на 40-ю годовщину мюнхенской трагедии в 1998 году.
Джон был курильщиком. Он умер 13 ноября 2007 года от рака лёгких в возрасте 72 лет. Был кремирован в Манчестере. На церемонии прощания присутствовали бывшие футболисты «Манчестер Юнайтед» Денис Лоу, Падди Креранд, Билл Фоулкс, Тони Данн, Алекс Степни, Брайан Робсон, Стив Брюс, Кевин Моран и Дэвид Сэдлер, а также Сэнди Басби, сын главного тренера «Юнайтед» Мэтта Басби.

## Достижения
Манчестер Юнайтед
- Чемпион Первого дивизиона: 1955/56

## Статистика выступлений
| Клуб              | Сезон            | Лига | Лига | Кубок Англии | Кубок Англии | Итого | Итого |
| Клуб              | Сезон            | Игры | Голы | Игры         | Голы         | Игры  | Голы  |
| ----------------- | ---------------- | ---- | ---- | ------------ | ------------ | ----- | ----- |
| Манчестер Юнайтед | 1952/53          | 5    | 2    | 0            | 0            | 5     | 2     |
| Манчестер Юнайтед | 1953/54          | 0    | 0    | 0            | 0            | 0     | 0     |
| Манчестер Юнайтед | 1954/55          | 0    | 0    | 0            | 0            | 0     | 0     |
| Манчестер Юнайтед | 1955/56          | 16   | 4    | 1            | 0            | 17    | 4     |
| Манчестер Юнайтед | 1956/57          | 3    | 0    | 0            | 0            | 3     | 0     |
| Манчестер Юнайтед | 1957/58          | 1    | 1    | 0            | 0            | 1     | 1     |
| Манчестер Юнайтед | Итого            | 25   | 7    | 1            | 0            | 26    | 7     |
| Лестер Сити       | 1957/58          | 12   | 5    | 0            | 0            | 12    | 5     |
| Лестер Сити       | Итого            | 12   | 5    | 0            | 0            | 12    | 5     |
| Всего за карьеру  | Всего за карьеру | 37   | 12   | 1            | 0            | 38    | 12    |